# 石川県道248号和倉和倉停車場線
石川県道248号和倉和倉停車場線（いしかわけんどう248ごう わくらわくらていしゃじょう せん）とは、石川県七尾市にある一般県道（石川県道）である。

## 概要

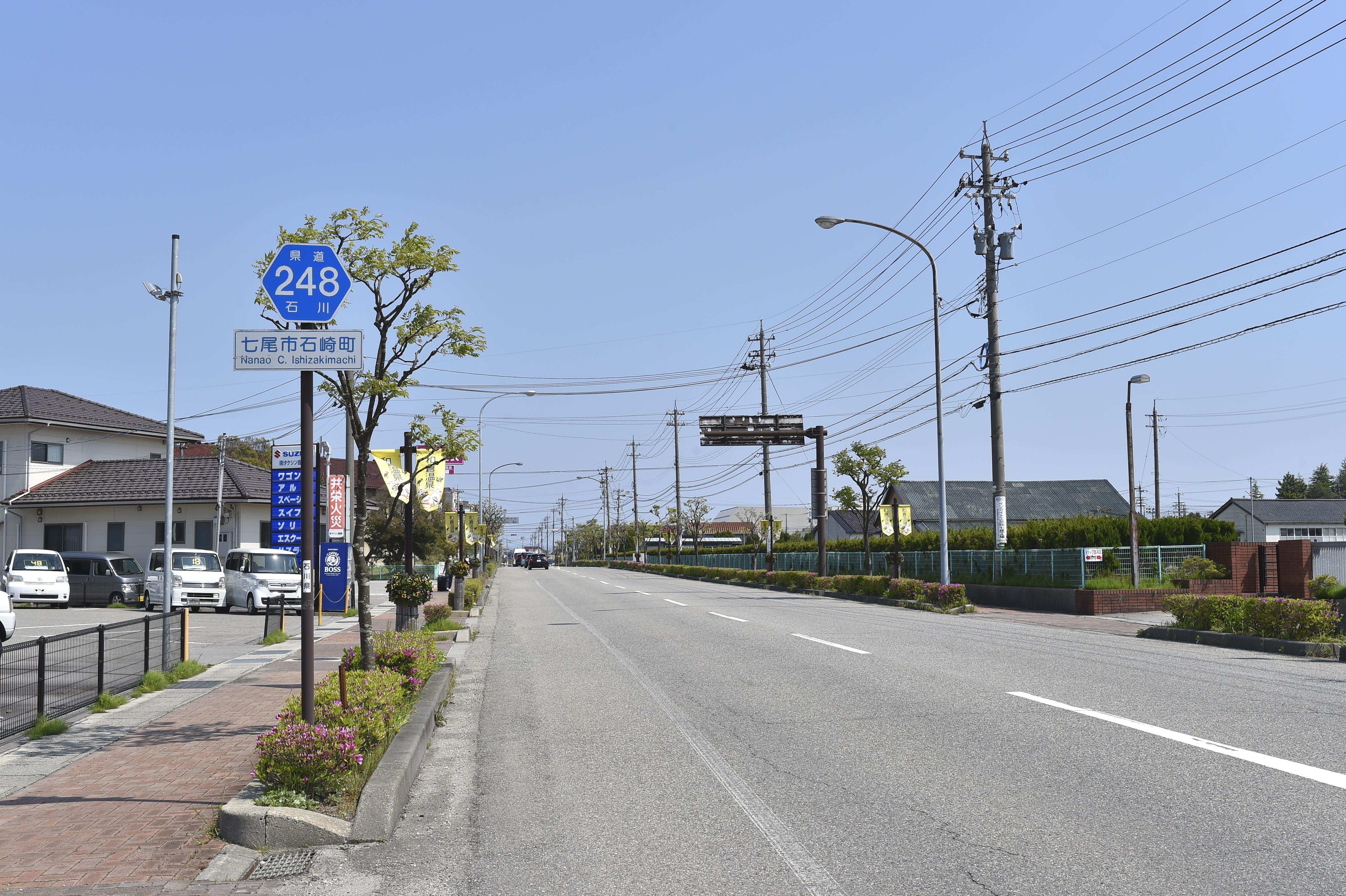
石川県道248号和倉和倉停車場線
七尾市石崎町（2022年5月）

- 起点：石川県七尾市和倉町ヨ17番11地先（＝湯元の広場前）
- 終点：石川県七尾市石崎町タ11番3地先（＝和倉温泉駅前交差点、石川県道1号七尾輪島線交点）

和倉温泉とJR七尾線・のと鉄道和倉温泉駅とを結ぶ。全区間両側2車線（片側1車線）で、観光客を乗せた観光バスや、和倉温泉駅と温泉内の宿泊施設を結ぶ送迎バス、タクシーの往来が頻繁に見られる。石崎町地内は、新興住宅地内を通っている。
なお、1980年（昭和55年）7月1日に和倉駅から和倉温泉駅に改称しているものの、当路線名は改称していない。

## 歴史
- 1960年（昭和35年）10月15日：路線認定。

## 接続道路
- 石川県道47号七尾能登島公園線（七尾市石崎町香島1丁目・和倉温泉東交差点）
- 石川県道1号七尾輪島線（七尾市石崎町・和倉温泉駅前交差点：終点）

## 通過する自治体
- 石川県
  - 七尾市